# أكرم فهيميان
اکرم فهیمیان (و. 1990  م) هي مصورة، وشاعرة، وكاتِبة إيرانية، ولدت في مازندران.